# 3. zongoraverseny (Bartók)
Bartók Béla III. (E-dúr) zongoraversenye (Sz. 119, BB 127) 1945-ben keletkezett, amikor is a szerző már az Egyesült Államokban élt, és a leukémia már előrehaladott állapotában szenvedett.
A premierre 1946. február 8-án került sor, Sándor György és a Philadelphia Orchestra közreműködésével, akiket Ormándy Jenő vezényelt. A mű időtartama a nyomtatott kotta tanúsága szerint 23 perc.

## A mű létrejötte
A művet feleségének, Pásztory Dittának ajánlotta, aki maga is igen képzett zongorista volt. Az eddigi zongoraversenyeiben az „agresszivitás” és a virtuozitás volt előtérben, most inkább a líraiságon van a hangsúly. Bartóknak ez a „végakarata” különös, új harmóniában oldja fel egész életművének konfliktusait.
A kompozíció utolsó 17 ütemének hangszerelését Serly Tibor egészítette ki, mivel Bartók ugyan behúzatta az ütemvonalakat Péter fiával, de már nem volt lehetősége befejezni.

## Tételek

### Allegretto
Az első tétel rögtönzésszerűen megszólaló zongora-dallama barokk zenei inspirációra és ugyanakkor népzenei fogantatásról árulkodik, differenciált ritmikájával és ékesítéseinek változatos gazdagságával.
A tétel hagyományos módon szonátaformájú, a vonósok gyors akkordjaival kezdődik, ami az embert a vízfolyásra emlékeztetheti. Egyébként az E-dúr hangnem Richard Wagner erdei zenéjére utal. A zongora ehhez verbunkos-szerű dallamot társít. A négyhangos kezdőmotívumot a tétel során sokféle változatban halljuk újra, pentaton formában és különféle fordításokban is.

### Adagio religioso
Egyik nevezetessége rendkívüli lassú tétele, melynek Bartók az Adagio religioso tempójelzést adta, utalva a kezdő- és zárószakasz korálszerű dallamára (a tételt Beethoven a-moll vonósnégyesének (op. 132) lassú tétele („felgyógyult beteg hálaéneke lyd hangnemben”) inspirálta). A zenekar imitációs bevezetője után a zongora korálszerű, egyszerű harmóniákkal kísért melódiát játszik, majd újra váltakozva imitáció és korálsor következik. (1945 nyarán Bartók átmenetileg valóban úgy érezhette, hogy meg fog gyógyulni, és végre jobbra fordul minden.)
Fontos még megjegyezni, hogy a tétel elején megszólaló korál-dallam nem más, mint egy madárhang lassított tükörfordítása. Bartók egyébként ekkor madárhangokat jegyzett le, közülük többet „szó szerint” felhasznált a kompozícióban

### Allegro vivace
Ebbe a meghitt hangulatba átmenet nélkül robban be a finálé, ami egy lendületes 3/8-os ütemmutatójú rondó, amelyben még egy fúga is található. A rondótémák közötti epizódokat az üstdob erőteljesen ritmizált ütései tagolják.
A magyar beszéd lejtését követő jellegzetes ritmusképlet és a lapidáris dallamosság a hallgatóban magyar népdal illúzióját kelti. Igazából ez is egy Bartók által írt fiktív népdal.

## Hangszerelés
- Szóló zongora
- Fafúvós hangszerek: 2 fuvola, 2 oboa, 2 klarinét, 2 fagott
- Rézfúvós hangszerek: 4 kürt, 2 trombita, 3 harsona, Tuba
- Alapvető ütőhangszerek
- Vonós hangszerek: hegedűk, mélyhegedűk, gordonkák, nagybőgők

## Érdekesség
A mű kezdő ütemeinek Kocsár Miklós által kicsit átalakított változata lett 1987. május 23-án a Bartók Rádió szünetjele.

## Autográf anyagok
- Vázlatok:

1. I. főtéma, Bartók arab gyűjtőfüzetének (vö. BB 124) 69. és 67. oldalán (lásd még a török gyűjtőfüzet 95. oldalát, vö. BB 123)
2. Bartók madárdal-lejegyzései, köztük a II. tétel 64–67. ü. témája (Bartók Péter gyűjteménye: Miscellaneous Box C-27 55b)
3. Fogalmazvány, 2-zongorás forma, vázlatokkal és részvázlatokkal, a hangszerelést előkészítő jegyzetekkel (Bartók Péter gyűjteménye: 84FSS1)

- A partitúra autográf lichtpaus tisztázata; a 61–62. oldalon Serly Tibor kiegészítése; a III. tétel előadási utasításai kidolgozatlanok; a II–III. tételben Bartók ceruzás változtatásai, amelyeket a posztumusz első kiadás nem vett figyelembe (Bartók Péter gyűjteménye: 84FSFC1). (A Boosey & Hawkes 9122 első kiadás, 1947, metszőpéldánya lappang.)

## Felvételek
- Radio-Symphonie-Orchester Berlin, vezényel Fricsay Ferenc, szólista: Anda Géza, 1959/1960-ban a berlini Jesus-Christus-Kirche-ben rögzítve
- Budapesti Fesztiválzenekar, vezényel Fischer Iván, szólista Schiff András, a felvétel 1996 áprilisában, a budapesti olasz kulturális intézetben készült